# Times of Lore
Times of Lore est un jeu vidéo de type action-RPG et de thème heroic fantasy développé par Origin Systems et édité par Toho Co. Ltd. Il a été conçu par Chris Roberts. Il est sorti sur Famicom au Japon le 7 décembre 1990, suivi de l'Amérique du Nord sur NES en mai 1991,,. Le jeu est aussi sorti sur d'autres plateformes, telles que, Amstrad CPC, Commodore 64, Apple II, Atari ST, Amiga et ZX Spectrum à partir de 1988.

## Synopsis
L'action se déroule dans le royaume médiéval imaginaire d'Albareth où le Haut Roi des Eldens, Valwyn, règne. À la suite de la bataille de Ganestor contre des barbares menés par Heidric, Valwyn est blessé et disparait mystérieusement.
Le héros a pour quête de retrouver ce qu'il est advenu du Roi et de rendre au royaume sa splendeur en retrouvant trois reliques sacrées : la Tablette de la Vérité, Les Pierres d'Avenir et le Médaillon dorée du Pouvoir.

## Système de jeu
Le héros est choisi parmi 3 guerriers : un Chevalier, une Valkyrie et un Barbare.
Le système de jeu a été comparé à Gauntlet et la série Ultima, en vue aérienne, avec le personnage restant centré.